# 6380 Gardel
6380 Gardel (tên chỉ định: 1988 CG) là một tiểu hành tinh vành đai chính. Nó được phát hiện bởi Masaru Arai và Hiroshi Mori ở Yorii Observatory ngày 10 tháng 2 năm 1988.